# Leyland Princess
La Princess fu un modello di automobile prodotta dalla British Leyland tra il 1975 ed il 1984.

## Il background
Secondo la British Leyland l'insuccesso della 1800 era, essenzialmente, dovuto alla linea poco gradita. La situazione finanziaria, le lotte sindacali interne e la crisi tecnica seguita all'uscita di scena di Issigonis, poi, non consentivano certo di pensare ad un modello integralmente nuovo. Bisognava, semplicemente, cambiare quello che non andava: l'estetica.
Così partendo dalla meccanica della 1800, che, del resto, era ancora al passo coi tempi, venne sviluppato il progetto Ado77. Per evitare d'incappare negli errori degli anni precedenti, che avevano portato all'insuccesso modelli come le Maxi e 3 litre, venne abbandonata la parte centrale della 1800, per disegnare una vettura dalla linea e dalla cellula abitativa completamente nuova. Venne scelta la soluzione a due volumi con coda fastback, priva di portellone, con un abitacolo completamente nuovo e assai moderno nel design (specie la plancia).

## La meccanica
Il contenimento dei costi di produzione impose la conservazione della meccanica Ado17: trazione anteriore, sospensioni (indipendenti a bracci triangolari) Hydragas, cambio a 4 marce, impianto frenante misto (con dischi all'avantreno e tamburi dietro) e motore 4 cilindri in linea B-series, con albero a camme laterale, di 1798 cm³. La potenza, grazie ai due carburatori, era di 94 cv. Su alcuni mercati (ma non l'Italia, per motivi fiscali) era disponibile anche una versione spinta dal 6 cilindri in linea E-Series di 2227 cm³ da 110 cv, che presentava il vantaggio di avere una più moderna distribuzione monoalbero in testa e di essere abbinato ad un cambio a 5 marce (o automatico a 3).

## La prima serie
La nuova berlina venne presentata alla stampa il 26 marzo 1975, col nome commerciale di 18-22, e venduta coi marchi Austin e Morris (le differenze fra i due modelli erano limitate al disegno della mascherina e alla forma dei fari anteriori: rettangolari sull'Austin e tondi gemellari sulla Morris). La gamma includeva le versioni 1.8 standard; 1.8 HL; 2.2 HL e 2.2 HLS (sul mercato inglese questa versione veniva venduta con marchio Wolseley).
In Italia venne importata solo la versione 1.8 HL, con marchio Austin.
Nel settembre dello stesso anno, nell'ambito di una ristrutturazione della British Leyland, la vettura cambiò nome in Leyland Princess. La gamma non subì variazioni (tranne che in Inghilterra dove venne soppresso il marchio Wolseley e la gamma unificata a quella del resto d'Europa).

## La seconda serie

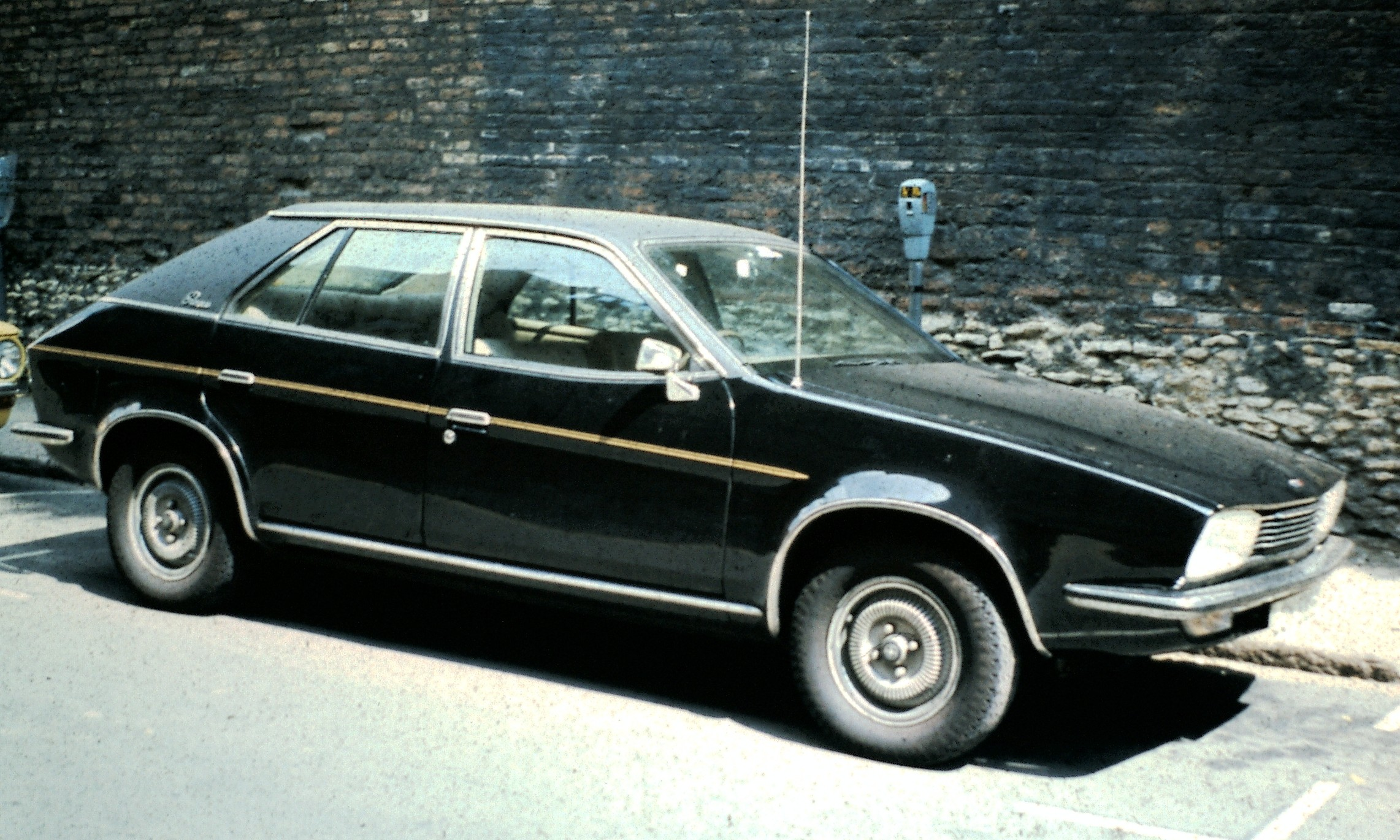
Leyland Princess: seconda serie

Nel luglio del 1978 venne lanciata la Leyland Princess II. Il restyling estetico (tutte le versioni adottarono fari tondi gemellari ed una nuova mascherina) e agli interni (ritocchi a plancia e rivestimenti) fu modesto, mentre a livello tecnico si segnalò l'adozione dei motori O-Series (monoalbero in testa) di 1695 e 1993 cm³ (con potenze di, rispettivamente, 90 e 102 cv), abbinati alla trasmissione manuale a 5 rapporti o automatica a 3. Rimaneva in listino anche l'E-Series 6 cilindri di 2,2 litri da 110 cv.
La gamma '78 includeva le varianti 1.7, 1.7 HL, 2.0 HL e 2.2 HLS.
Nel 1979 vennero introdotte le versioni 1.7 HLS e 2.0 HLS.
Nel 1982 la Princess venne tolta dai mercati europei, mentre in Gran Bretagna venne proposta una versione stilizzata, denominata Ambassador.

## La terza serie: laAmbassador

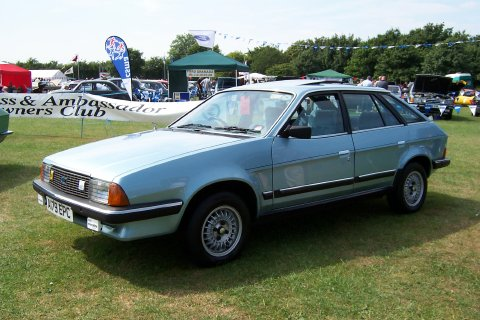
La Austin Ambassador

I cambiamenti introdotti con la Ambassador furono consistenti: nuovo frontale, nuovi paraurti in plastica, portellone posteriore, coda rivista, terzo finestrino laterale e interni totalmente ridisegnati. Grazie all'eliminazione dell'ingombrante 6 cilindri E-series, la Ambassador aveva un frontale più basso ed aerodinamico.
L'Ambassador fu prodotta solo con guida a destra e non venne mai esportata.
Nel 1984 venne tolta di listino, per far posto alla Montego.

## La produzione
Sfavorita dalla linea (moderna, ma non bella) e dalla fama di scarsa affidabilità (nomea che, a causa delle lotte sindacali e delle voci di boicottaggio delle catene, affliggeva l'intera produzione della British Leyland) la Princess ebbe sorti commerciali simili a quelle della precedente 1800 (Ado17). Sono stati prodotti 256.919 esemplari, così suddivisi:
- Austin/Morris 18-22: 7.650 unità
- Austin/Morris Princess 1800: 72.867
- Austin/Morris Princess 2200: 56.343 unità
- Austin/Morris Princess 1700: 41.134 unità
- Austin/Morris Princess 2000: 35.498 unità
- Austin Ambassador: 43.427 unità